# Carya floridana
Carya floridana är en valnötsväxtart som beskrevs av Charles Sprague Sargent. Carya floridana ingår i släktet hickory, och familjen valnötsväxter. Inga underarter finns listade i Catalogue of Life.

## Bildgalleri

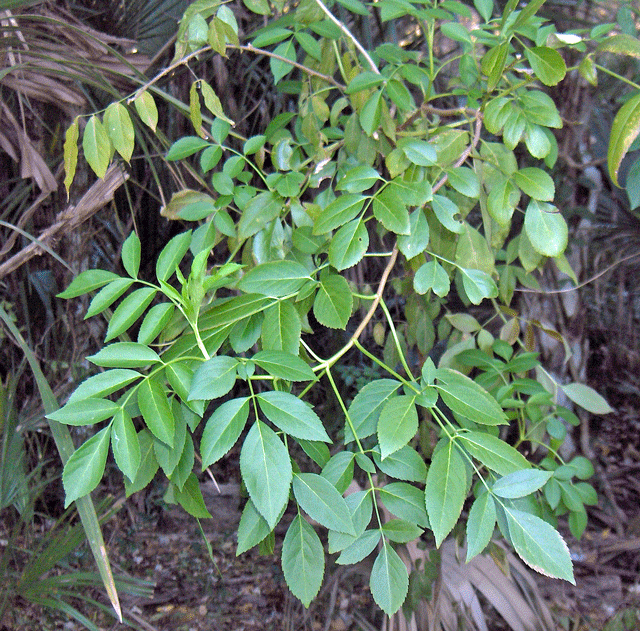
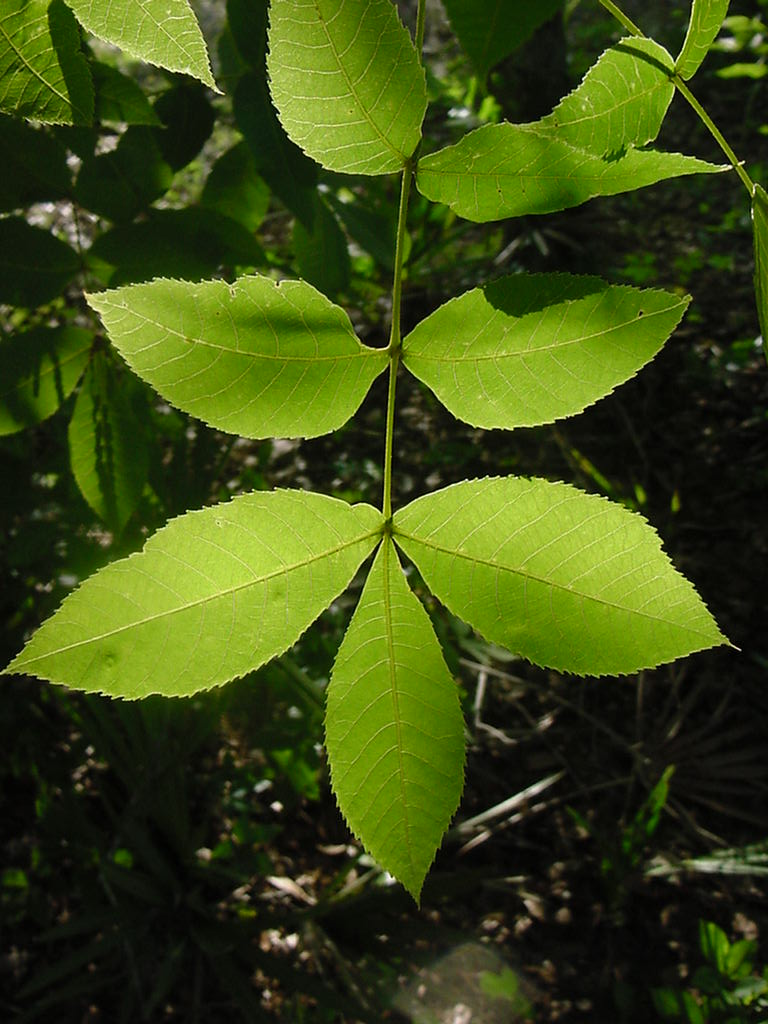